# Kōnin (Ära)
Kōnin (japanisch 弘仁) ist eine japanische Ära (Nengō) von September 810 bis Januar 824 nach dem  gregorianischen Kalender. Der vorhergehende Äraname ist Daidō, die nachfolgende Ära heißt Tenchō. Die Ära fällt in die Regierungszeit der Kaiser (Tennō) Saga und Junna. Der Äraname sollte nicht verwechselt werden mit dem gleichnamigen Kōnin-Tennō.
Der erste Tag der Kōnin-Ära entspricht dem 20. Oktober 810, der letzte Tag war der 7. Februar 824. Die Kōnin-Ära dauerte 15 Jahre oder 4859 Tage.

## Ereignisse
- 816 Gründung des Kongōbu-ji durch Kūkai
- 816 Einrichtung eines Beauftragten zur Untersuchung von Gesetzeswidrigkeiten